# کیلیکرانکی
کیلیکرانکی (به انگلیسی: Killiecrankie) یک روستا در بریتانیا است که در پرت و کینروس قرار گرفته شده‌است.